# Бонвіван
Бонвіван (від фр. bon vivant; bon — добрий, гарний + vivant — живий, жвавий) — чоловіче амплуа, різновид фата; молодий і легковажний спокусник, гульвіса з рисами самозакоханості та кокетства. Альтернативне позначення — шукач насолоди. Відповідне амплуа у акторок називається інженю-кокетт.

## Опис
Бонвіван — це надто спрощений архетип Дон Жуана. Подібні типи в літературознавстві — бульвард'є та фланери, які бездумно розгулюють у пошуках пригод, особливо полюбляють смачну їжу. У повсякденні «бонвіван» — це безтурботний і багатий чоловік, який живе весело і безтурботно, собі на втіху.
Анекдот із франко-прусської війни демонструє, що існують різні тлумачення цього терміна. Коли Німецька імперія окупувала Францію в 1871 році, деякі військовики хотіли насолодитися перемогою в дусі французького бонвівана. Зокрема, Бісмарк трактував це як причину ненажерливості та інших надмірностей. Пишному канцлеру Німеччини, серед іншого, надіслали пироги з індичкою, голови кабана та шинку Рейнфельда. Його улюблена квашена капуста була зварена в шампанському. Власне, навіть тоді для французів бонвіваном був скоріше той, хто розумівся в цих речах, тобто, вмів гарно жити.
Бонвіван і плейбой — гедоністи і зазвичай теж бонвівани. Однак вони зосереджені не на гарному житті чи смачній їжі та напоях, а на інших задоволеннях.
Поява амплуа в XIX столітті була пов'язана з жанрами салонної драми та водевілю, зрідка типаж зустрічається в мелодрамі.
У китайському театрі найближчим аналогом є «шань цзишен», «людина з віялом у руці», що легко спокушає жінок. У німецькому театрі термін нім. Bonvivant застосовується в іншому сенсі — для позначення наївної та закоханої молодої людини.